# Alloo bij de Wegpolitie
Alloo bij de Wegpolitie is een documentaire-reeks waarin reporter Luk Alloo agenten van de Belgische Federale Wegpolitie Antwerpen, Brecht en Turnhout volgt.

## Seizoenen
| Seizoen | Aantal afleveringen | Startdatum       | Einddatum        |
| ------- | ------------------- | ---------------- | ---------------- |
| 1       | 12                  | 4 september 2014 | 20 november 2014 |
| 2       | 12                  | 8 september 2016 | 24 november 2016 |
| 3       | 13                  | 12 oktober 2017  | 4 januari 2018   |
| 4       | 17                  | 18 oktober 2018  | 14 februari 2019 |
| 5       | 12                  | 5 september 2019 | 28 november 2019 |
| 6       | 15                  | 3 september 2020 | 17 december 2020 |